# アルテンハイムの戦い
アルテンハイムの戦い（アルテンハイムのたたかい）は、仏蘭戦争中の1675年8月1日にアルテンハイムで生起した、ライモンド・モンテクッコリ率いる神聖ローマ皇帝軍とロルジュ伯爵とヴォーブラン侯爵共同で率いるフランス王国軍の間の戦闘。フランス軍は1675年7月27日のザスバッハの戦いでテュレンヌ子爵を失った後、アルテンハイムの橋でライン川を渡って撤退しようとし、皇帝軍はそれを阻止しようとしたが失敗、両軍とも大損害を受けるだけに終わった。

## 背景
フランスは1667年から1668年にかけてのネーデルラント継承戦争でスペイン領ネーデルラントのほとんどを占領したが、1668年のアーヘンの和約でイングランド王国、スウェーデン王国、ネーデルラント連邦共和国（オランダ）の三国同盟に迫られてスペイン領ネーデルラントの大半を放棄した。

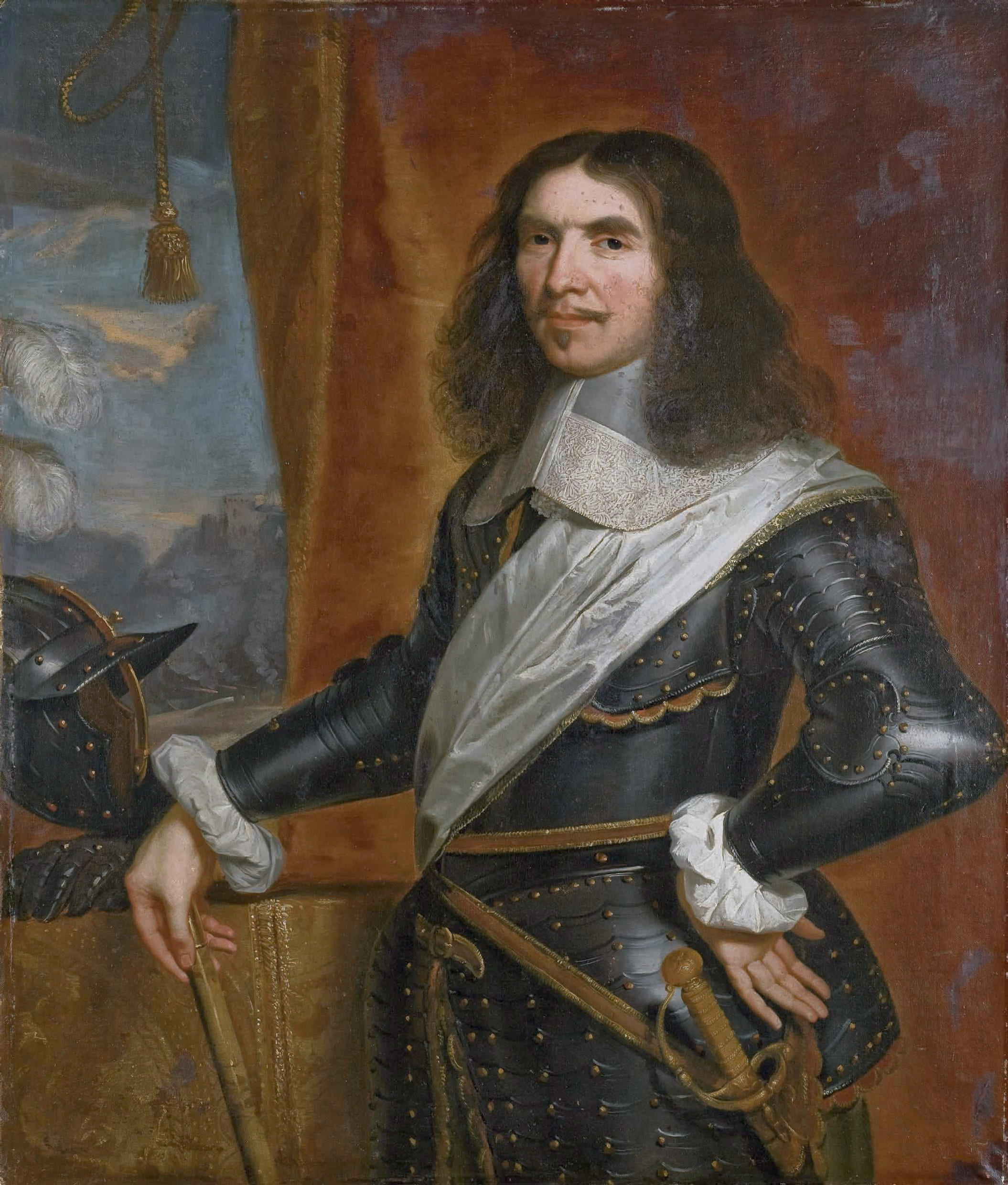
テュレンヌ子爵、1675年7月27日のザスバッハの戦いで戦死

フランス王ルイ14世は再びスペイン領ネーデルラントの併合を試みる前に三国同盟を崩壊に追い込んだ。スウェーデンには大量の援助金を与えて、対蘭戦争で中立に留まる上にブランデンブルク＝プロイセンが介入を試みた場合はスウェーデンがそれを攻撃することに同意させた。イングランドは1670年に国王チャールズ2世がドーヴァーの密約を締結、イングランドとスコットランド部隊6千人をフランス軍に提供した上にフランスとの対蘭同盟を締結した。条約はいくつかの秘密条項が含まれ（条約締結から100年後の1771年に公表）、ルイ14世がイングランド軍供与の代償としてチャールズ2世に毎年23万ポンドを支払うという条項もあった。
1672年5月にフランスがオランダに侵攻したことで仏蘭戦争が勃発、最初は圧倒的な勝利を収めた。しかし、オランダが戦線を立て直した上、フランスの勢力拡大を憂慮したブランデンブルク＝プロイセンのフリードリヒ・ヴィルヘルム、神聖ローマ皇帝レオポルト1世、スペイン王カルロス2世がオランダを支援した。ルイ14世はまたしてもフランス国境での消耗戦に陥り、さらに8月には皇帝軍がラインラントで第二の戦線を開いた。

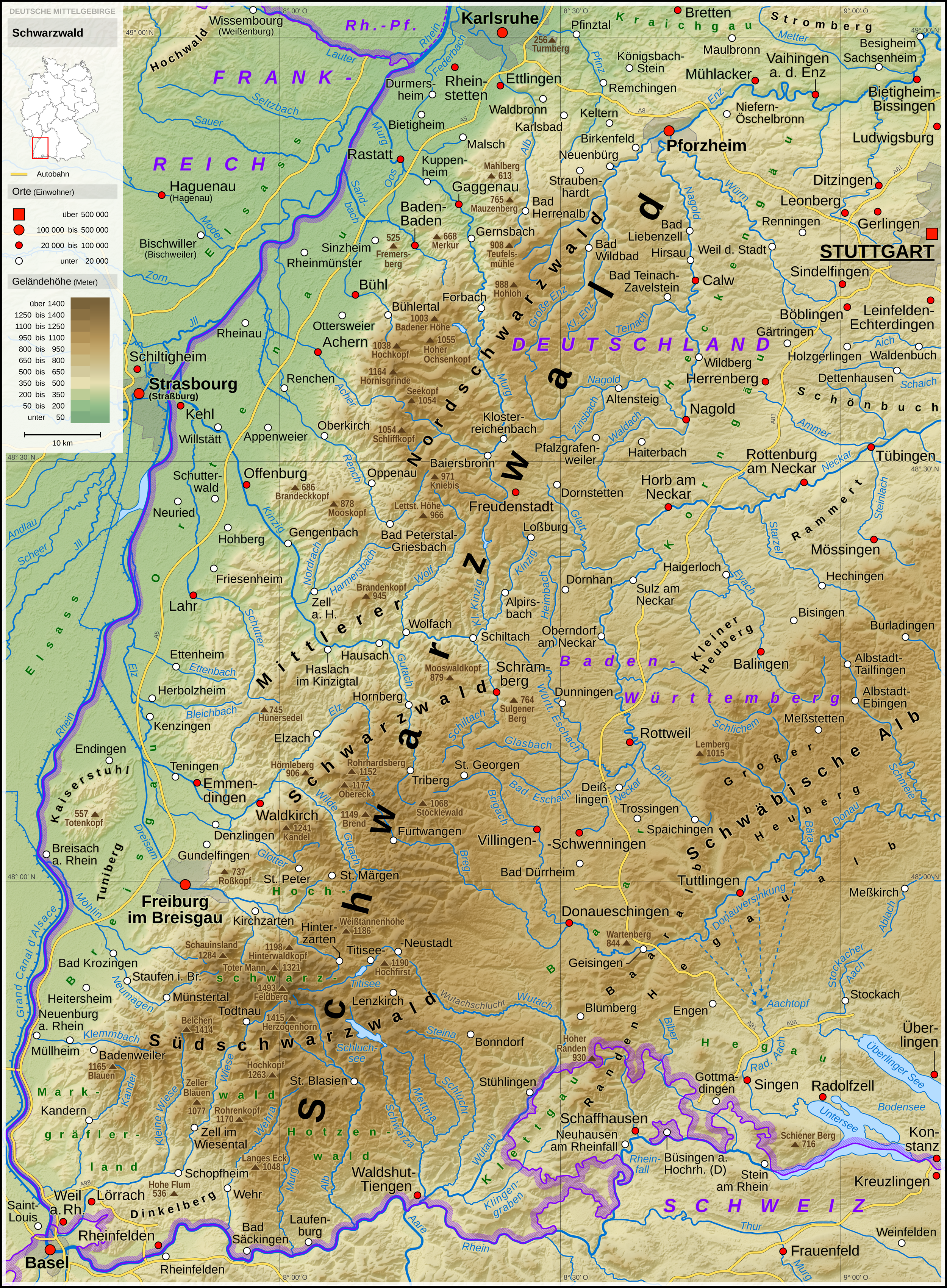
1674年から1675年にかけてのラインラント地方。左上にストラスブールがある。戦闘は主にライン川とシュヴァルツヴァルトの間の狭い地域に行われた。

ラインラント戦線のフランス軍の指揮官は当時最良の将官とされるテュレンヌ子爵が率いていた。彼はラインラント戦線の開戦から2年間、アレクサンドル・ド・ブルノンヴィルとライモンド・モンテクッコリ率いる優勢の皇帝軍に連勝した。フランスの戦線はすでに伸びきっていたが、1674年1月にデンマーク＝ノルウェーが同盟に加入（スコーネ戦争）、2月にイングランドがウェストミンスター条約でオランダと講和したことで状況がさらに悪化した。

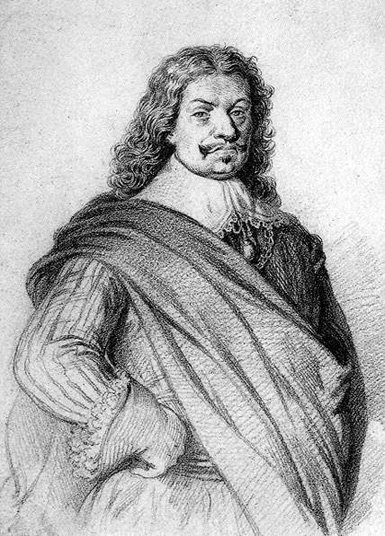
ライモンド・モンテクッコリ

1674年6月から1675年7月にテュレンヌが死去するまでの戦役は「おそらくテュレンヌの最も素晴らしい戦役」と称えられている。数ではかなりの劣勢だったが、テュレンヌは10月初のエンツハイムの戦いでブルノンヴィルに勝利、1675年1月には冬季にもかかわらず奇襲を敢行してテュルクハイムの戦いで決定的な勝利を収めた。 
モンテクッコリは兵士2万5千を再集結させ、さらにブルノンヴィルの敗残兵が加わったためテュレンヌは再び数で劣勢に陥った。5月末、皇帝軍はオーバーキルヒでケールの橋を占領する準備を行い、ストラスブールとの連絡線を再確保しようとした。その後の2か月間、両軍は行軍を繰り返し、テュレンヌは皇帝軍を追跡しようとした。地理上の問題により、両軍ともライン川左岸とシュヴァルツヴァルトの間の狭い回廊で行軍せざるをえなかった。というのも、騎兵と輸送用の牛馬に糧秣が必要で、補給品の輸送に水路が必要であり、さらに6月の前半に雨が降り続けたため行軍がほとんど不可能だった  。
7月には両軍とも相手を出し抜こうとし、小競り合いや遭遇戦が繰り返された。7月24日には小規模な戦闘でヴォーブラン侯爵が負傷した。25日、モンテクッコリはグロスヴァイアーとザスバッハの間で進軍を止め、部下のエネアス・デ・カプラーラがオッフェンブルクから合流するのを待った。27日朝、テュレンヌがザスバッハに到着して攻撃の時機を伺ったが、午後に大砲の位置を視察している最中に砲弾に直撃されて戦死した（ザスバッハの戦い） 。

## 戦闘

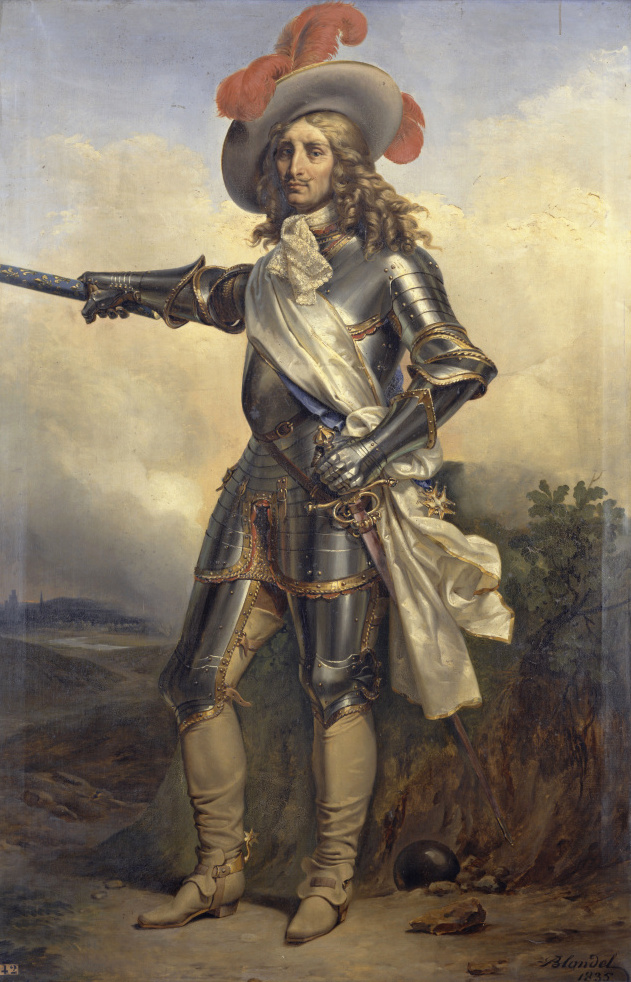
ヴォーブラン侯爵と指揮権を争ったロルジュ伯爵

テュレンヌ戦死の報せははじめ兵士から隠蔽されたが、すぐに知れ渡った。テュレンヌには直接の部下がいなかったが、「副将」はテュレンヌの甥であるロルジュ伯爵、そしてヴォーブラン侯爵の2人だった。フキエール侯爵によると、ロルジュ伯爵とヴォーブラン侯爵はテュレンヌ戦死からの3日間をだれが指揮を執るという一点を争うことに費やし、軍営の真ん中で剣を相手に指したほどであった。
フランス軍の軍用行李は近くのヴィルシュテット村に置かれていた。皇帝軍の竜騎兵と騎兵は軍用行李の鹵獲とストラスブールとの連絡線の再建を図って7月29日に攻撃を仕掛けたが、失敗に終わった。ロルジュ伯爵とヴォーブラン侯爵はここにようやく妥協、1日ごとに交替で指揮官を務めることに同意した。7月31日、フランス軍はアルテンハイムにあるライン川の橋に動き始めたが、モンテクッコリもそれに乗じて、再びヴィルシュテットの占領とフランス軍の軍用行李の鹵獲を目指した。
ここにロルジュ伯爵とヴォーブラン侯爵が橋への行軍を続けるか行李を救うかをめぐって再び争い始めた。結局行李を燃やしてから橋を渡ることが決定されたが、この遅れにより、31日の夜にはヴォーブランの前衛がライン川右岸（フランス側）に渡り、ロルジュ伯爵の部隊がまだ渡っていないという分断状況が生み出された。ロルジュ伯爵の部隊がライン川に到着するにはまずシュッター川という小さな支流を渡る必要があったが、8月1日に渡河すると、モンテクッコリはアルテンハイムの橋を占領して退路を断ちつつロルジュ伯爵の部隊を攻撃した。ヴォーブラン侯爵は7月24日に足を怪我しており、馬上に縛られていたが、彼は騎兵16個大隊と歩兵8個大隊で反撃した。皇帝軍をアルテンハイムから追い出すことには成功したものの、ヴォーブラン侯爵自身は戦死した。フランス軍の後衛はイングランド連隊を含む「シャンパーニュ旅団」で構成されており、一連の強襲を撃退した。その後、夜頃に両軍とも撤退して戦闘が終結した。
「シャンパーニュ旅団」の1人であったフキエール侯爵は自身の回想録でアルテンハイムの戦いを「フランス史上でも栄光ある」戦闘の1つであると形容した。旅団は戦闘で10人の大尉と25人の中尉を失い、フランス軍全体では約3千人の死傷者を出した。皇帝軍の死傷者は4,500人だった。

## その後

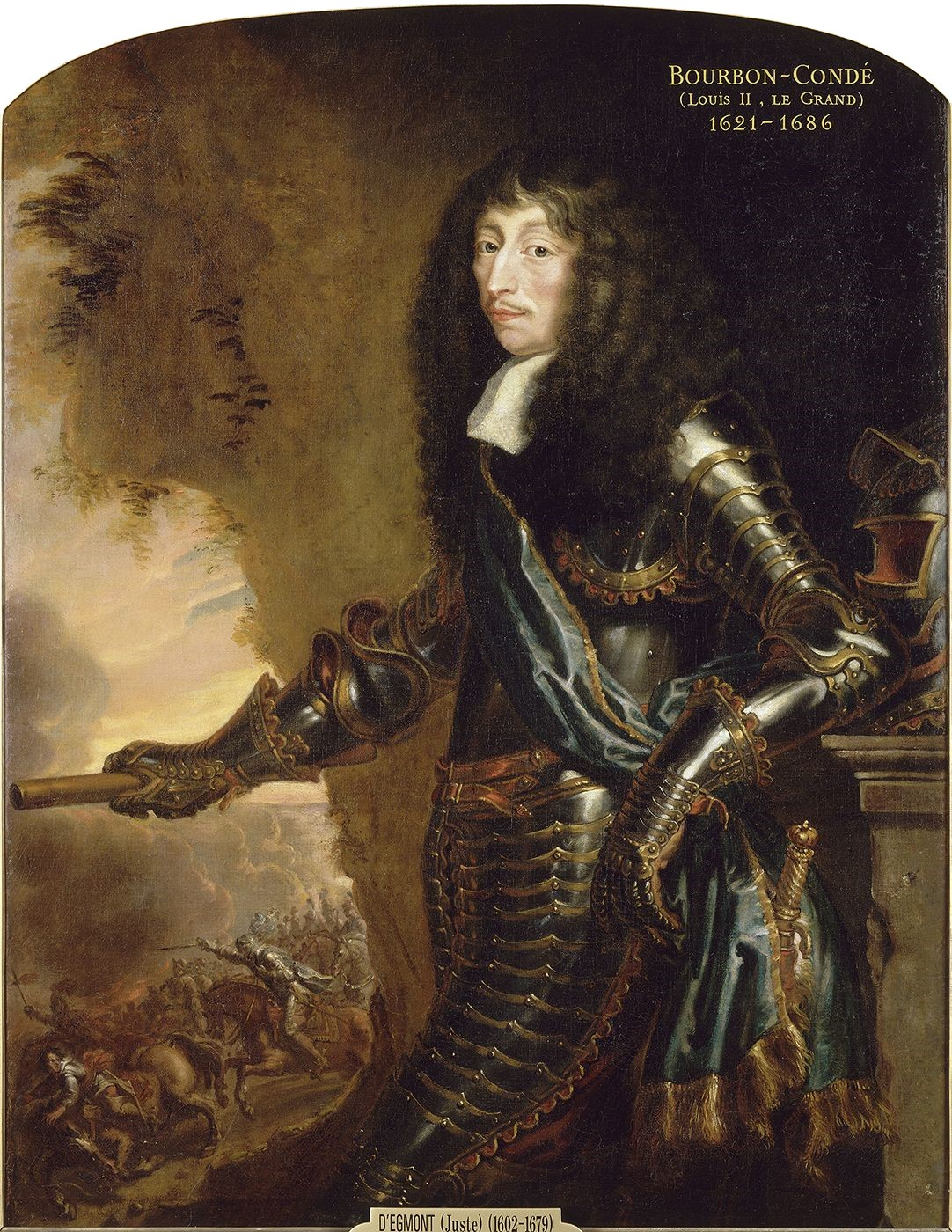
アルテンハイムの戦いから数日後にテュレンヌの後任に任命されたコンデ公ルイ2世

フランス軍はセレスタに撤退、コンデ公ルイ2世が指揮を引き継いだ。コンデ公は有能な指揮官であり、1674年にはネーデルラント戦線でスネッフの戦いに勝利したが、彼の健康は悪化しており、1675年の戦役以降引退生活に入ることになる。8月11日、フランス軍1万5千がトリーアの救援に派遣されたが、コンツァー・ブリュッケの戦いで撃退され、トリーアは9月に降伏した。皇帝軍を約3万人と概算し、ラインラントで唯一のフランス軍部隊を失うことを恐れたコンデ公は要塞化されたシャトノワで陣地を構えた。モンテクッコリはコンデ公を誘い出そうとしたが、フランス騎兵が皇帝軍の補給線を脅かし、冬も近づいたため、彼は11月初にコンデ公との会戦を諦め、ライン川を再び渡って冬営に入った。